# Hamonterheide, Hageven, Buitenheide, Stramprooierbroek en Mariahof
Hamonterheide, Hageven, Buitenheide, Stramprooierbroek en Mariahof is een Natura 2000-gebied (vogelrichtlijngebied BE2221314) in Vlaanderen in de provincie Limburg. Het gebied overlapt gedeeltelijk met de habitatrichtlijngebieden Abeek met aangrenzende moerasgebieden en Hageven met Dommelvallei, Beverbeekse Heide, Warmbeek en Wateringen in het Natuurgrenspark De Groote Heide .
Er komen achttien Europees beschermde habitats voor in het gebied: actief hoogveen, blauwgraslanden, droge heide, droge heide op jonge zandafzettingen, eiken-beukenbossen op zure bodems, glanshaver- en grote vossenstaartgraslanden, heischrale graslanden en soortenrijke graslanden van zure bodems, ondiepe beken en rivieren met goede structuur en watervegetaties, open graslanden op landduinen, oude eiken-berkenbossen op zeer voedselarm zand, slenken en plagplekken op vochtige bodems in de heide, valleibossen, elzenbroekbossen en zachthoutooibossen, vochtige tot natte heide, voedselarme tot matig voedselarme verlandingsvegetaties, voedselarme tot matig voedselarme wateren met droogvallende oevers, voedselrijke, gebufferde wateren met rijke waterplantvegetatie, voedselrijke, soortenrijke ruigtes langs waterlopen en boszomen, zure bruingekleurde vennen.
Er komen negenentwintig Europees beschermde soorten voor in het gebied: beekprik, bittervoorn, blauwborst, blauwe kiekendief, boomkikker, boomleeuwerik, bruine kiekendief, drijvende waterweegbree, gevlekte witsnuitlibel, gladde slang, grauwe klauwier, grote modderkruiper, grote zilverreiger, heikikker, ijsvogel, kamsalamander, knoflookpad, laatvlieger, middelste bonte specht, nachtzwaluw, otter poelkikker, porseleinhoen, roerdomp, rosse vleermuis, rugstreeppad, vliegend hert, wespendief, woudaapje, zwarte specht.
Gebieden die deel uitmaken van het Natura 2000-gebied zijn onder andere: vanaf het militair domein, Hageven, Mariahof, Stramprooierbroek, Hamonterheide, Buitenheide.

## Afbeeldingen

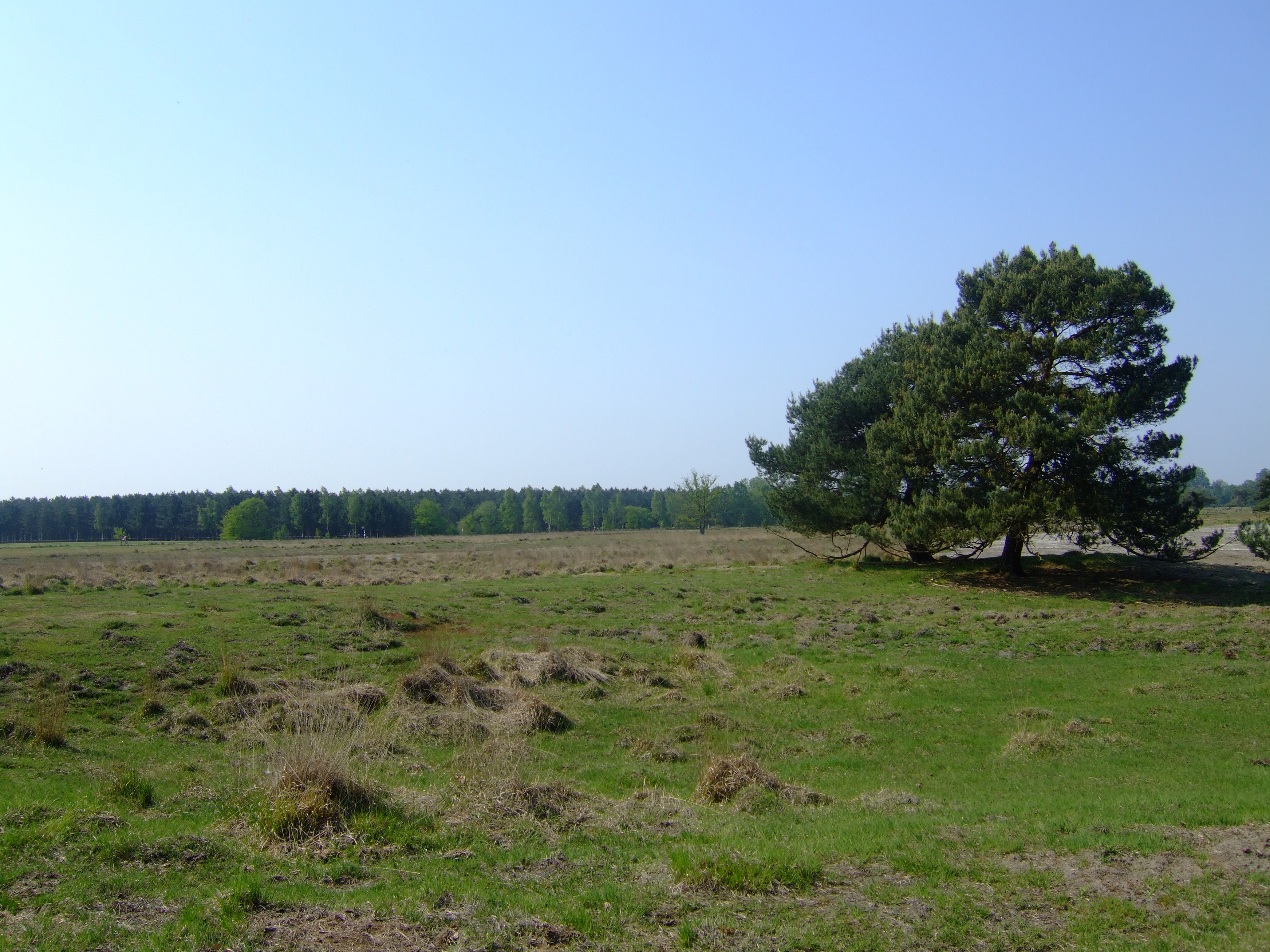
Hageven
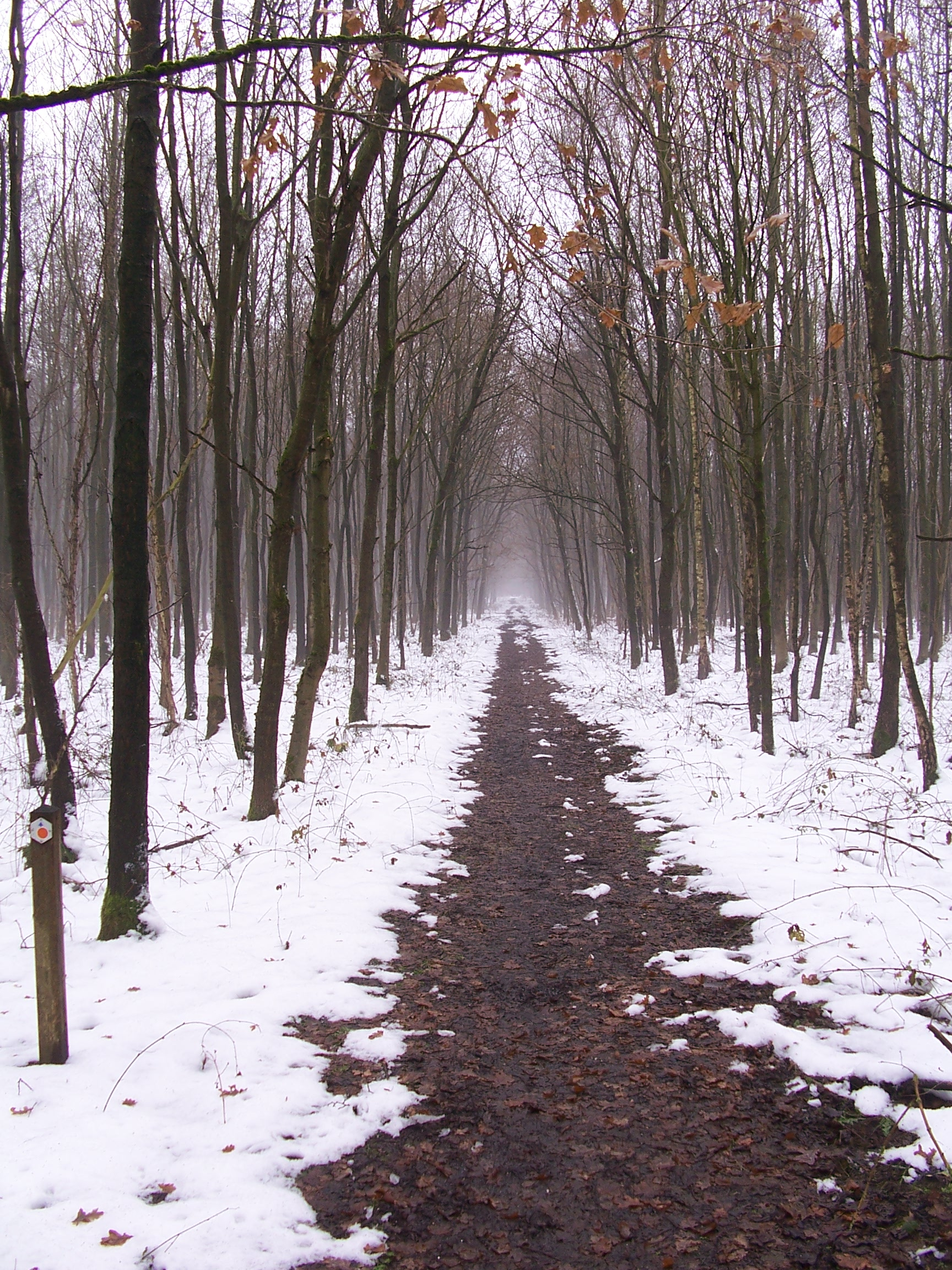
Stramprooierbroek